# Hostěradice
Hostěradice är en ort i Tjeckien.   Den ligger i regionen Södra Mähren, i den sydöstra delen av landet, 180 km sydost om huvudstaden Prag. Hostěradice ligger 215 meter över havet och antalet invånare är 1 488.
Terrängen runt Hostěradice är platt. Runt Hostěradice är det ganska tätbefolkat, med 78 invånare per kvadratkilometer. Närmaste större samhälle är Znojmo, 18,6 km sydväst om Hostěradice. Trakten runt Hostěradice består till största delen av jordbruksmark.